# 崔府君庙
35°47′57″N 113°06′59″E / 35.79917°N 113.11639°E
崔府君庙，位于中国山西省晋城市陵川县礼义镇北街村，又称显应王庙，2001年被列为第五批全国重点文物保护单位。
崔府君即是崔子玉，唐贞观进士，曾任长子县县令，為官有德，后当地鄉民建庙祀之，此信仰亦分香到距长子不远的陵川。陵川崔府君庙始建于唐，金大定二十四年（1184年）重修。庙坐北朝南，南北长81米，东西宽41米，现存建筑中仅山门为金代建筑，余为明清建筑。山门分上下两层，面阔三间，进深六椽，重檐歇山顶。府君殿为清代建筑，面阔五间，进深八椽，单檐悬山顶。